# بی‌تی‌ایکس (شیمی)

ساختار هیدروکربن‌های تشکیل دهنده BTX.

در پتروشیمی و پالایش نفت بی‌تی‌ایکس (انگلیسی: BTX) عبارت است از مخلوط سه ماده بنزن، تولوئن و مخلوط ایزومرهای زایلین که همگی ترکیبات هیدروکربنی آروماتیکی هستند. همچنین در صورتی که مخلوط حاوی اتیل‌بنزن باشد، از نام بی‌تی‌ئی‌ایکس (BTEX) استفاده می‌شود.